# Македоника
 Тази статия е за гръцкото научно списание.  За северномакедонското вижте Македоника (2011).  
„Македоника“ (на гръцки: Μακεδονικά, в превод Македонски) е списание, което излиза в Солун от 1940 година. Издава се от Обществото за македонски изследвания. Списанието изследва историята предимно на Егейска Македония, нейната археология, изкуство, фолклор и лингвистика, но включва в изследванията си и Тракия. Първият том на „Македоника“ е издаден в 1940 година, като следващите томове се издават през няколко години. От 1968 година списанието се издава редовно всяка година.

## История
Скоро след създаването си през април 1939 година Обществото за македонски изследвания в Солун решава да издава годишник, редактиран от изтъкнати учени, който се казва „Македоника“. Пръв редактор на списанието става професорът в Солунския университет и пръв председател на Обществото за македонски изследвания Антониос Сигалас. Първият том на списанието е публикуван в края на 1940 година, но след германската окупация на Гърция през април 1941 година са конфискувани и унищожени копия на списанието, поради несъгласие на Обществото за македонски изследвания с исканията на окупаторите. Забранена е продажбата на „Македоника“ в книжарниците и са унищожени архиви на Съвета на директорите. Следващото издание на списането е от 1953 година.
„Македоника“ се разпространява в страната и чужбина.